# 木村強
木村 強（きむら つよし、1942年（昭和17年）11月26日 - ）は、日本の郵政官僚。元郵政省通信政策局長。

## 略歴
- 1966年（昭和41年）4月：郵政省入省
- 郵政省放送行政局有線放送課長
- 郵政省貯金局経営企画課長
- 郵政省貯金局資金運用課長
- 郵政省電気通信局電気通信事業部長
- 1993年（平成5年）7月：郵政大臣官房長
- 1995年（平成7年）6月：郵政省貯金局長
- 1996年（平成8年）7月：郵政省通信政策局長
- 1998年（平成10年）6月：退官
- 1998年（平成10年）7月：昭和電線電纜株式会社顧問
- 2000年（平成12年）6月：株式会社東芝上席常務
- 2003年（平成15年）6月：株式会社東芝執行役上席常務
- 2004年（平成16年）6月：株式会社東芝執行役専務
- 2006年（平成18年）6月：株式会社東芝取締役、執行役専務

- 財団法人福澤記念育林会理事
- 財団法人電気通信普及財団理事長